# برنهارد روست
برنهارد روست (30 سبتمبر 1883 - 8 مايو 1945) كان وزير العلوم والتعليم والثقافة الوطنية ( وزارة التعليم في الرايخ ) في ألمانيا النازية.  وهو مزيج من مدير المدرسة ونازي متحمس، أصدر مراسيم، غالباً ما تكون غريبة، على كل مستوى من النظام التعليمي الألماني لتغمر الشباب الألماني في الفلسفة الاشتراكية الوطنية.

## الموت
ورد أن روست قد انتحر في 8 مايو 1945 عندما استسلمت ألمانيا لقوات الحلفاء. 

## روابط خارجية
- برنهارد روست على موقع مونزينجر (الألمانية)